# Шмелёв, Николай Андреевич (медик)
Николай Андреевич Шмелёв (1899—1976) — советский фтизиатр, академик АМН СССР (1962).
Сын Д. Н. Шмелёв (1926—1993) — советский и российский лингвист, доктор филологических наук, профессор, академик АН СССР (1987).

## Биография
Родился в 1899 году.
В 1923 году — окончил медицинский факультет МГУ, затем проходил интернатуру в госпитальной терапевтической клинике под руководством Д. Д. Плетнева.
С 1925 по 1952 годы — работал в клинике и отделе экспериментальной патологии Московского областного туберкулезного института.
В 1944 году — защитил докторскую диссертацию.
С 1945 по 1952 годы — профессор кафедры туберкулеза ЦИУВ.
С 1952 года — заместитель директора, а с 1958 по 1973 годы — директор Центрального НИИ туберкулеза.
Умер в 1976 году.

## Научная деятельность
Автор свыше 200 научных работ, посвященных различным проблемам туберкулеза, в том числе особенностям кроветворения при различных формах и фазах течения туберкулеза, побочному действию противотуберкулезных средств и туберкулина.
Описал гепатолиенальный синдром туберкулезной этиологии и туберкулезный илеотифлит.
Одним из первых разработал методы аспирационной биопсии легкого, пункционной биопсии печени, селезенки, показал значение морфологического исследования материала, полученного при биопсии, в диагностике туберкулеза, внес большой вклад в разработку методов химиотерапии туберкулеза, теоретически обосновал применение при этом заболевании кортикостероидных гормонов.
Под его руководством впервые были проведены исследования L-трансформации микобактерий туберкулеза, их роли в генезе так называемого нестерильного иммунитета и эндогенной реактивации старых туберкулезных очагов, выявлен феномен L-трансформации микобактерий штамма БЦЖ у детей при противотуберкулезной вакцинации.

### Научно-организационная деятельность
- член правления Всесоюзного, Всероссийского и Московского научных обществ фтизиатров;
- редактор редотдела «Внутренние болезни» 2-го издания Большой медицинской энциклопедии (БМЭ) и ответственным редактором редотдела «Фтизиатрия» 3-го издания БМЭ, а также почетным членом медицинских обществ и ассоциаций Венгрии, ГДР, Польши, Чехословакии, США.

### Сочинения
- Гематопоэтическая система при туберкулезе, диссертация, М., 1944;
- К клинике туберкулезного тифлита (неосложненного легочным процессом), Клиническая медицина, т. 29, № 1, с. 26, 1951 (совм. с Однолетновой Е. Ф.);
- Внелегочный туберкулез с ге-патолиенальным синдромом, Сов. мед., № 8, с. 3, 1952;
- Многотомное руководство по туберкулезу, под ред. В. Л. Эйниса, т. 1, М., 1959 (авт. ряда гл.);
- Цитологический анализ крови и его значение при туберкулезе, М., 1959;
- Препараты II ряда при хроническом деструктивном туберкулезе легких, в кн.: Туберкулостатические препараты I и II ряда при хроническом деструктивном туберкулезе легких, под ред. Н. А. Шмелева, с. 5, М., 1964;
- Клиническое и экспериментальное изучение новых противотуберкулезных препаратов — рифамицина и этамбутола, М., 1972;
- Побочное действие противотуберкулезных препаратов, М., 1977 (совм. с Степаняном Э. С.).

## Награды
- два ордена Ленина
- Орден Трудового Красного Знамени
- Орден «Знак Почёта»
- Золотая медаль имени К. Форланини — награда общества фтизиатров Италии